# Eugeissona
Eugeissona Griff.es un género con seis especies de plantas con flores perteneciente a la familia  de las palmeras (Arecaceae). Es el único género de la tribu Eugeissoneae.
Es nativo de Borneo, Tailandia y Malasia.  Las seis  especies monoicas proporcionan una amplia gama de usos locales y se denominan comúnmente bertam o sagú silvestre de Borneo. El género es el único representante de la subtribu Eugeissoninae, con flores hermafroditas que también se encuentran en Metroxylon, sin embargo las demás características son únicas y sugiere una pronta división y la diferenciación de los demás miembros de la tribu Calameae. Polen fosilizado perteneciente a estas plantas se han recuperado en la parte inferior y media de los depósitos del Mioceno en Sarawak.

## Hábitat
Viven en una variedad de entornos incluyendo la baja altitud y los bosques de montaña,  bosques  lluviosos, y pantanos, pero son más comunes en las escarpaduras y colinas rocosas de  hasta 1000 m s. n. m. E. brachystachys y E. tristis se encuentran únicamente en Malasia, mientras que el resto se encuentran en Borneo o son de origen tailandés. E. tristis se ha convertido en un eficaz remedio contras las plagas en los bosques de dipterocarpáceas Hill, donde  limpia y previene la regeneración de diversos árboles.

## Descripción
La mitad de las palmas  Eugeissona se forma con tallos, mientras que el resto no tiene tallo. Aquellos que tienen tronco  cuentan con el apoyo de masas de raíces en forma de zanco en el que se acumulan los detritus de las hojas, proporcionando a los diversos animales la anidación. Las grandes hojas tienen largos pecíolos espinosos, y el raquis y el tronco también llevan espinas. La inflorescencia tiene algunas de las más grandes flores en la familia de la palma, emergen desde dentro de las hojas de la corona con flores hermafroditas. El fruto es una drupa, ovoide con una sola semilla.

## Cultivo y usos
Aunque no es un cultivo común, son ampliamente utilizados por la población local para una variedad de propósitos. El sagú a partir de los troncos,  forma parte  de la dieta de Punan, y la semilla del endospermo y el polen también se sabe que pueden ser consumidos. Las hojas se utilizan en la construcción del techo de las viviendas y en la fabricación de persianas.  Con el zanco de las raíces de algunas especies se realizan  bastones y juguetes, mientras que con los pecíolos se hacen dardos de cerbatana para la caza.

## Taxonomía
El género fue descrito por William Griffith y publicado en Calcutta Journal of Natural History and Miscellany of the Arts and Sciences in India 5: 101. 1844.
Etimología
Eugeissona: nombre genérico que viene de dos palabras griegas que significan "bueno" y "techo", debido a su uso común en el techado de las casas.

## Especies
- Eugeissona ambigua Becc. (1918).
- Eugeissona brachystachys Ridl. (1915).
- Eugeissona insignis Becc. (1871).
- Eugeissona minor Becc. (1871).
- Eugeissona tristis Griff. (1845).
- Eugeissona utilis Becc. (1871).